# Heinrich Kilber
Heinrich Kilber, plus rarement appelé Henricus Kilber, est un théologien catholique, prêtre jésuite et professeur d'université allemand, né le 8 mars 1710 à Mayence et mort le 25 octobre 1783 à Heidelberg.

## Biographie
Kilber est le fils d'un cordonnier. En 1728, il intègre le Noviciat de la Compagnie de Jésus à Mayence. Il commence ses études de théologie à l'université de Wurtzbourg en 1732 et obtient un doctorat (Dr. theol (de)) en 1737. Il enseigne ensuite la philosophie, puis les humanités dans les établissements jésuites de Mayence et Heidelberg de 1743 à 1747.
En 1749, il devient professeur de théologie à l'université de Fulda (de), où il enseigne surtout la théologie dogmatique. De 1750 à 1751, il occupe la chaire de théologie dogmatique de l'université de Wurtzbourg. En 1764, il obtient la chaire d'exégèse nouvellement créée de l'université de Wurtzbourg. Il quitte Wurtzbourg en 1771 et devient recteur du Seminarium Carolinum (de) de Heidelberg l'année suivante.
Il perd cependant sa fonction à cause de la suppression de la Compagnie de Jésus. Toutefois, il est rapidement nommé régent du séminaire des prêtres de Heidelberg et obtient un poste d'assesseur à la faculté de théologie de l'université de Heidelberg.

## Publications (sélection)
- (la) De praecipuis doctrinae Cartesianae capitibus, 1747.
- (la) Theologia dogmatico-polemico-scholastica, 4 Bände, Stahel, Würzburg 1767–1770.
- (la) avec Thomas Holtzclau, Ignaz Neubauer et Ulrich Munier : R. R. Patrum Societatis Jesu Theologia dogmatica, polemica, scholastica et moralis praelectionibus publicis in alma Universitate Wirceburgensi accommodata, 14 vol., Wurtzbourg, Stahel, 1766-1771 (=Theologia Wirceburgensis, 10 vol., Paris, 1852-1854).
- (la) Analysis biblica, 4 vol., Heidelberg, 1773-1779.